# تووله‌دره
تووله‌دره (به لاتین: Tövlədərə) یک منطقهٔ مسکونی در جمهوری آذربایجان است که در شهرستان کلبجر واقع شده‌است.